# Janus Friis
Janus Friis ([ˈjæːnus ˈfʁiːˀs]; sinh ngày 26 tháng 6 năm 1976 tại Copenhagen) là người Đan Mạch có sáng kiến lập doanh nghiệp mới, nổi tiếng về việc đồng sáng lập ra việc ứng dụng chia sẻ tập tin (file sharing) KaZaA, và việc ứng dụng điện thoại mạng đồng đẳng Skype.
Tháng 9 năm 2005, anh và người đồng sở hữu Niklas Zennström bán Skype cho eBay với giá 2,6 tỷ dollar Mỹ. Friis vẫn giữ một phần quyền sở hữu Skype thông qua hãng Silver Lake Partners,, hãng này vừa mới bán Skype cho tập đoàn Microsoft với giá 8,5 tỷ dollar Mỹ vào thượng tưần tháng 5 năm 2011.
Friis và Zennström cũng triển khai chương trình dữ liệu Joost - một ứng dụng phần mềm tương tác để phân phối các chương trình truyền hình và các dạng khác có chứa video trên các trang web. Tài sản của dịch vụ này đã được bán cho "Adconion Media Group" trong tháng 11 năm 2009.

## Học vấn và sự nghiệp
Friis chưa tốt nghiệp cấp trung học phổ thông (tú tài), anh bỏ học khi chưa học hết cấp III, và bắt đầu làm việc tại văn phòng của hãng CyberCity, một trong các hãng cung cấp dịch vụ Internet đầu tiên của Đan Mạch. Anh đã gặp Zennström vào năm 1996. Vào thời điểm đó, Zennström lãnh đạo chi nhánh hãng điện thoại Tele2 ở Đan Mạch, và Friis đã được thuê để hỗ trợ khách hàng của hãng. Friis và Zennström làm việc chung với nhau ở hãng Tele2 để đưa mạng get2net và cổng thông tin everyday.com vào hoạt động ở Đan Mạch.
Sau đó, cả Friis và Zennström đều rời hãng Tele2. Friis dọn vào căn nhộ nhỏ của Zennström ở Amsterdam trong tháng 1 năm 2000, ở đây họ triển khai KaZaA, chương trình phần mềm phổ biến nhất để sử dụng với giao thức truyền thông chia sẻ tập tin mạng FastTrack. Chính giao thức truyền thông FastTrack cũng do Friis đồng thiết kế.
Từ thành công của công nghệ mạng đồng đẳng của KaZaA, 2 người cùng sáng lập Joltid, một công ty phần mềm triển khai và tiếp thị các giải pháp mạng đồng đẳng và các công nghệ tối ưu hóa truyền thông mạng đồng đẳng cho các công ty.
Friis cũng là người đồng sáng lập mạng Altnet, một mạng bán nhạc thương mại cho các người sử dụng KaZaA.

## Giải thưởng
- 2006: Janus Friis được ghi tên trong danh sách 100 nhân vật có ảnh hưởng nhất năm 2006 của Tạp chí Time'.
- 2006: Janus Friis được thưởng "Giải Công nghệ thông tin", giải có uy tín nhất của ngành công nghiệp thông tin Đan Mạch.
- 2006: Friis và Zennström cùng được thưởng giải Wharton Infosys Business Transformation Award năm 2006, cho các doanh nghiệp và cá nhân đã sử dụng công nghệ thông tin theo cách làm thay đổi toàn bộ một ngành công nghiệp hay xã hội.